# Colonia el Mirador, Guerrero
Colonia el Mirador är en ort i Mexiko.   Den ligger i kommunen Atoyac de Álvarez och delstaten Guerrero, i den södra delen av landet, 280 km sydväst om huvudstaden Mexico City. Colonia el Mirador ligger 71 meter över havet och antalet invånare är 429.
Terrängen runt Colonia el Mirador är kuperad åt nordost, men åt sydväst är den platt. Runt Colonia el Mirador är det ganska glesbefolkat, med 50 invånare per kvadratkilometer. Närmaste större samhälle är Atoyac de Álvarez, 1,7 km nordväst om Colonia el Mirador. Omgivningarna runt Colonia el Mirador är en mosaik av jordbruksmark och naturlig växtlighet.